# Castelo Red
O Castelo Red (em inglês:  Red Castle) é um castelo do século XII ou XIII atualmente em ruínas localizado em Inverkeilor, Angus, Escócia.

## História
O castelo foi fundado pelo Rei Guilherme I da Escócia em 1165 ou 1214, foi cercado em 1579 e desde 1770 está em ruínas. O que existe hoje são restos de uma muralha do século XIII e de uma torre do século XV. O nome deriva da pedra vermelha de que é feito o castelo.
Encontra-se classificado na categoria "A" do "listed building" desde 11 de junho de 1971.